# Expedición 19
La Expedición 19 fue la decimonovena estancia de larga duración en la Estación Espacial Internacional. Esta expedición será la primera en contar con 6 tripulantes en su fase final, por lo que será necesario doblar las misiones para poder mantener a esta nueva tripulación.
Los primeros tripulantes de esta expedición serán Koichi Wakata (procedente de la Expedición 18) Gennady Padalka y Michael R. Barratt. La llegada de estos dos nuevos tripulantes está prevista para marzo de 2009 en la misión Soyuz TMA-14, más tarde se les unirá Timothy Kopra en la misión STS-127 sustituyendo a Koichi Wakata.

## Tripulación
| Posición             | Astronauta                                     |                                                |
| -------------------- | ---------------------------------------------- | ---------------------------------------------- |
| Comandante           | Gennady Padalka, RSA Tercer vuelo espacial     | Gennady Padalka, RSA Tercer vuelo espacial     |
| Ingeniero de vuelo 1 | Michael R. Barratt, NASA Primer vuelo espacial | Michael R. Barratt, NASA Primer vuelo espacial |
| Ingeniero de vuelo 2 | Koichi Wakata, JAXA Tercer vuelo espacial      | Koichi Wakata, JAXA Tercer vuelo espacial      |

## Tripulación de reserva
- Jeffrey Williams - Comandante - NASA (por Barratt)
- Maksim Surayev - Ingeniero de vuelo - RSA (por Padalka)
- Soichi Noguchi - Ingeniero de vuelo - JAXA (por Wakata)